# ساحل بیلگولا، نیو ساوت ولز
ساحل بیلگولا (به انگلیسی: Bilgola Beach) یک حومه شهر در استرالیا است که در نیو ساوت ولز واقع شده‌است.